# Kinkelenburg

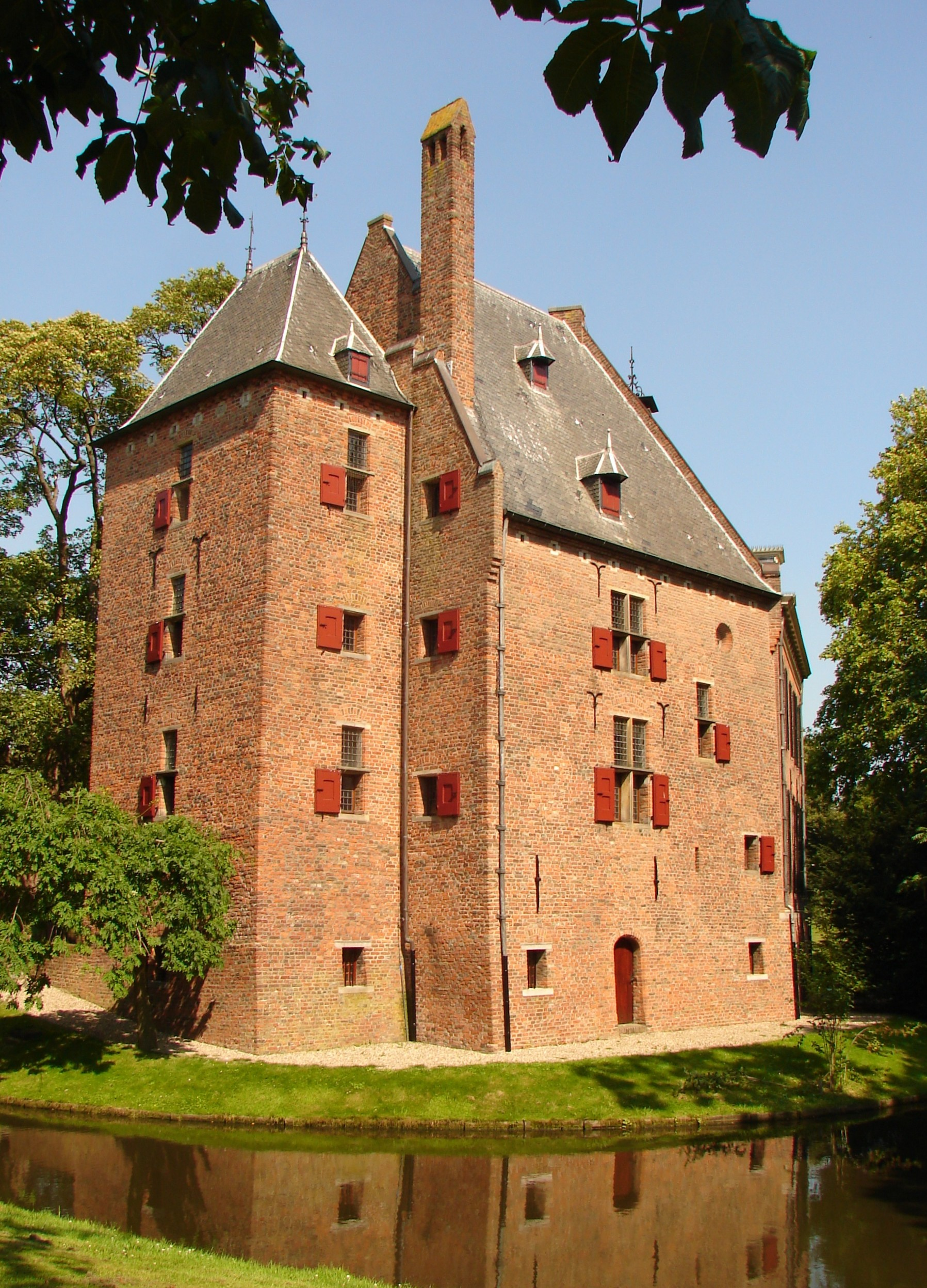
Schloss Kinkelenburg

Das Schloss Kinkelenburg ist eine niederländische Burg der Backsteingotik im Zentrum der gelderländischen Stadt Bemmel in der Gemeinde Lingewaard (Provinz Gelderland). De Kinkelenburg ist seit 1971 ein nationales Denkmal und wird als Hochzeits- und Versammlungsort der Gemeinde genutzt. Es kann während der Bürozeiten besichtigt werden.

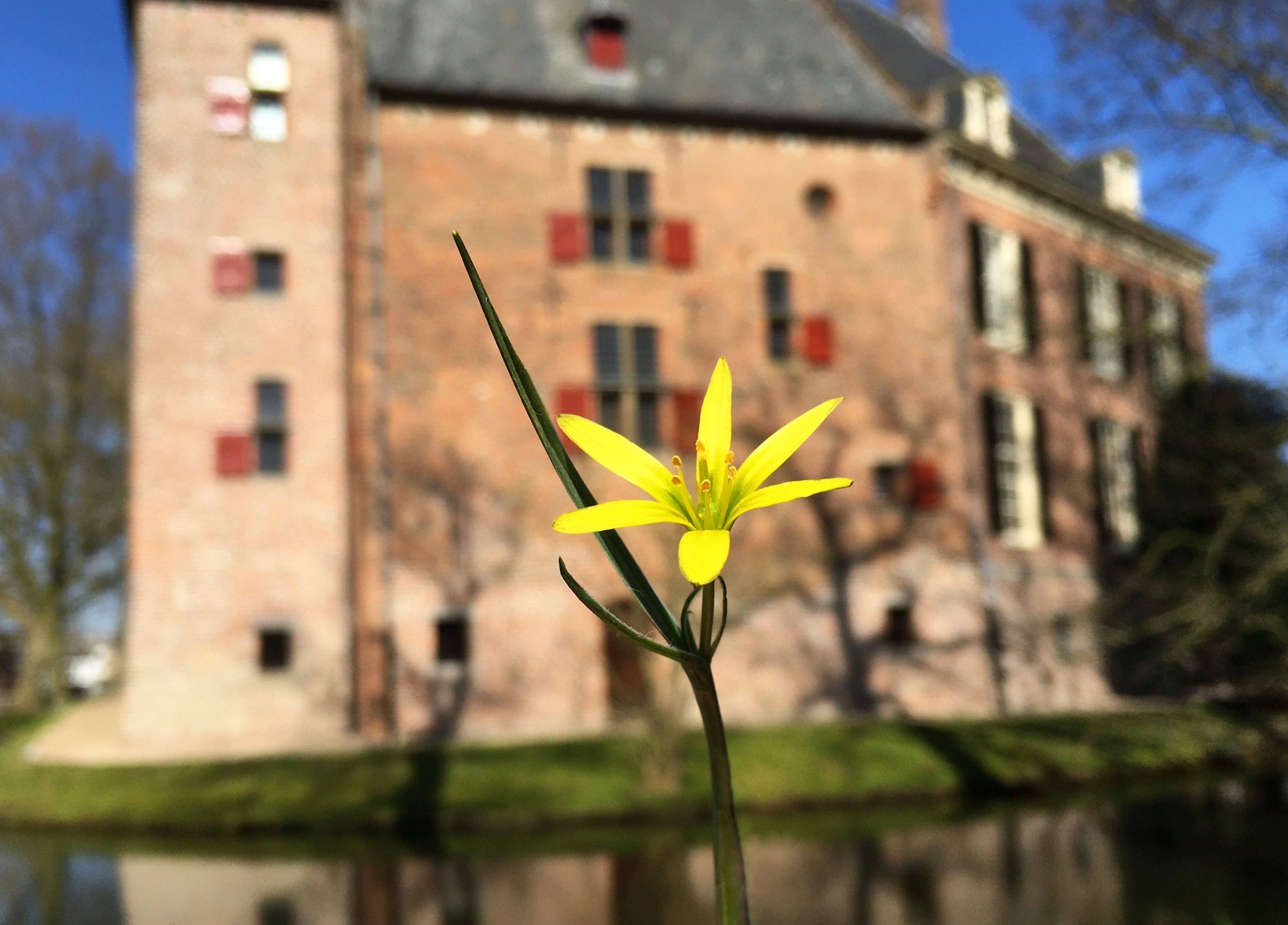
Ein blühender Wiesengelbstern am Graben an der Südseite von De Kinkelenburg

## Geschichte
Vermutlich im 13. Jahrhundert wurde auf einem niedrigen Teil von Bemmel eine ummauerte Insel errichtet, die von einem Wassergraben umgeben war. Auf dieser Insel wurde ein Donjon erbaut. Im Jahr 1403 wurde das Haus zum ersten Mal erwähnt, als Johan van Ambe es bewohnte. Der angebaute Torturm stammt möglicherweise aus der gleichen Zeit. Irgendwann im 16. und 17. Jahrhundert wurden diese Türme durch ein Gebäude verbunden, und 1765 wurde das Haus um einen Flügel erweitert. Es ist nicht bekannt, woher der Name De Kinkelenburg stammt.
Die Burg wurde im 19. Jahrhundert von Privatleuten in eine Villa umgewandelt und verlor dabei ihren mittelalterlichen Charakter. Die letzten privaten Besitzer und Bewohner von 1917 bis 1948 waren Mitglieder der Familie Homan van der Heide, die das Schloss im letzten Jahr an die Gemeinde Bemmel verkauften. Während des Zweiten Weltkriegs wurde das Haus als Notlazarett genutzt. Sie wurde in den 1950er Jahren unter Charles Estourgie jr. restauriert, wobei der größte Teil von De Kinkelenburg abgerissen und nach dem Vorbild alter Zeichnungen wieder aufgebaut wurde. Danach wurde es als Rathaus der Gemeinde Bemmel genutzt, mit dem angrenzenden Haus Brugdijk als Nebengebäude. Der Bildhauer Ed van Teeseling schuf einen Fries über dem Eingang zum Ratssaal und drei Flachreliefs, die in der Halle angebracht wurden. Auf dem Fries ist ein Motto aus Joost van den Vondels Roskam zu lesen: „Wenn das gemeine Volk dich ruft, dann kümmere dich darum wie um dein eigenes.“ Jac Maris schuf das Kriegsdenkmal Warum ich?, das neben dem Schloss Kinkelenburg steht.

## Wiesengelbstern-Vorkommen
In der Umgebung von De Kinkelenburg und Brugdijk gibt es alte, natürliche Bestände des Wiesen-Gelbsterns (Gagea pratensis), einer seltenen Zwiebelpflanze aus der Familie der Liliengewächse, die traditionell typisch für die höher gelegenen Gebiete der niederländischen Flusslandschaft war. Die Pflanze blüht im März und April.

## Abbildungen

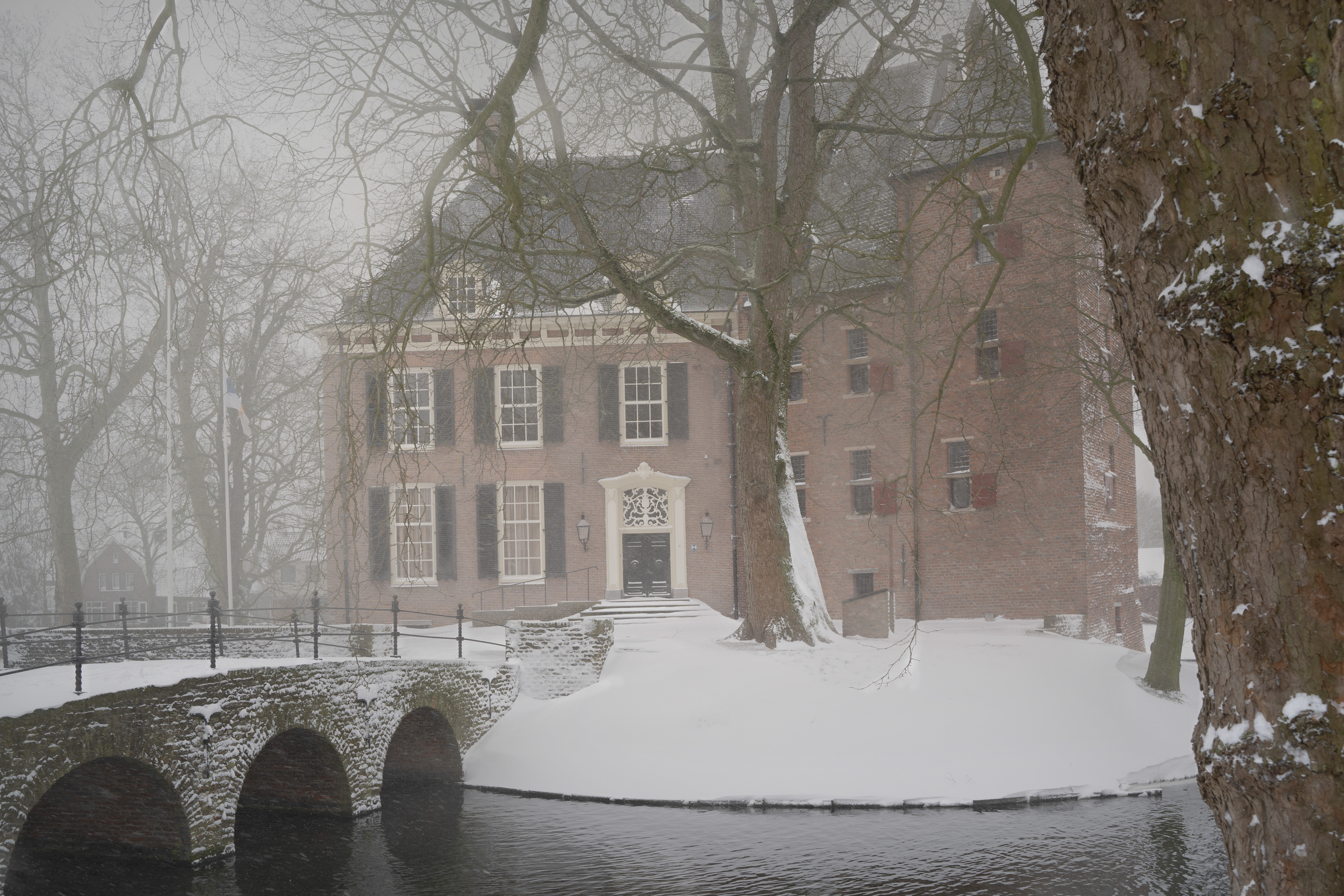
Kinkelenburg im Winter 2021
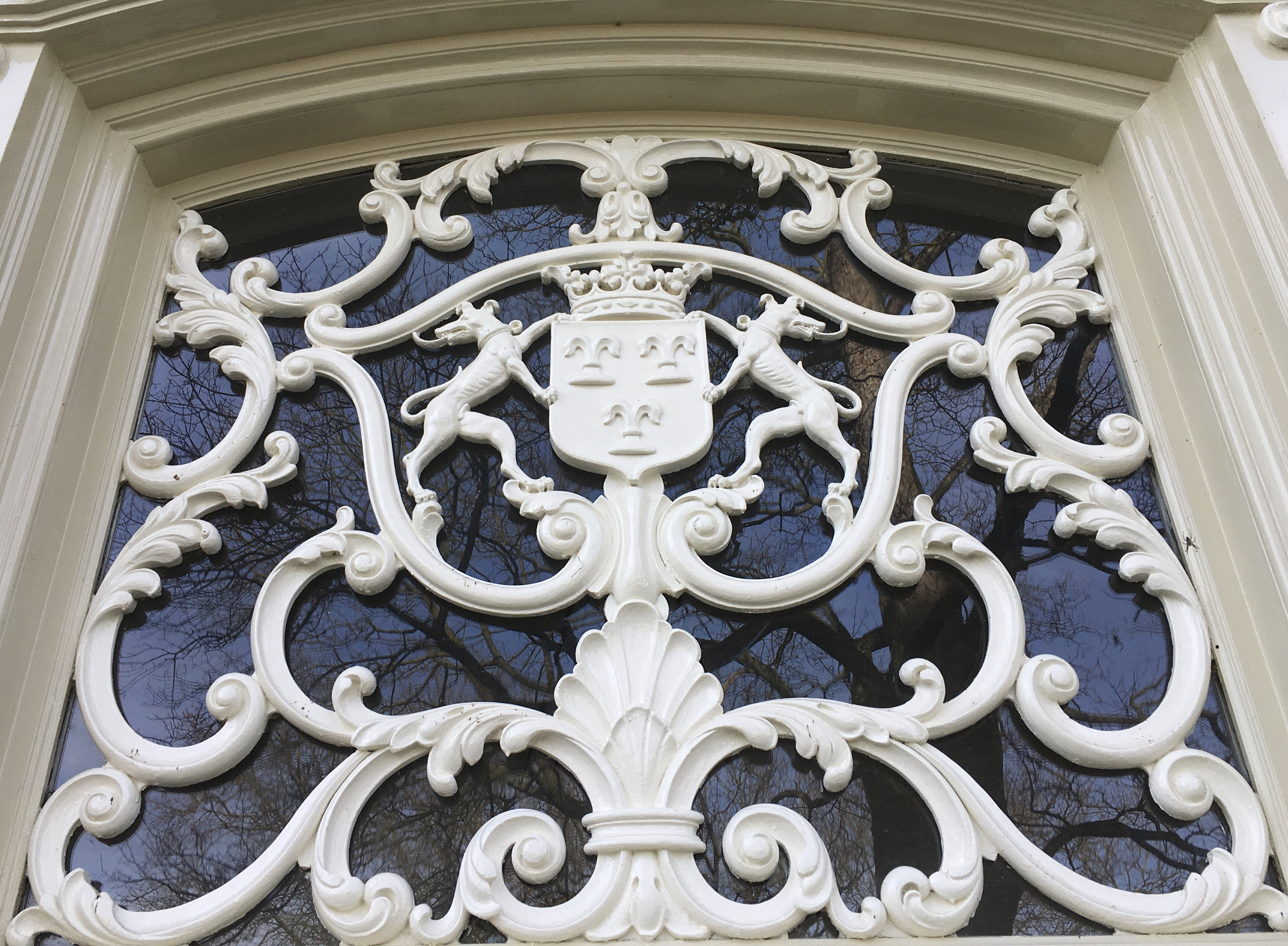
Das Wappen von Bemmel über dem Haupteinfabf
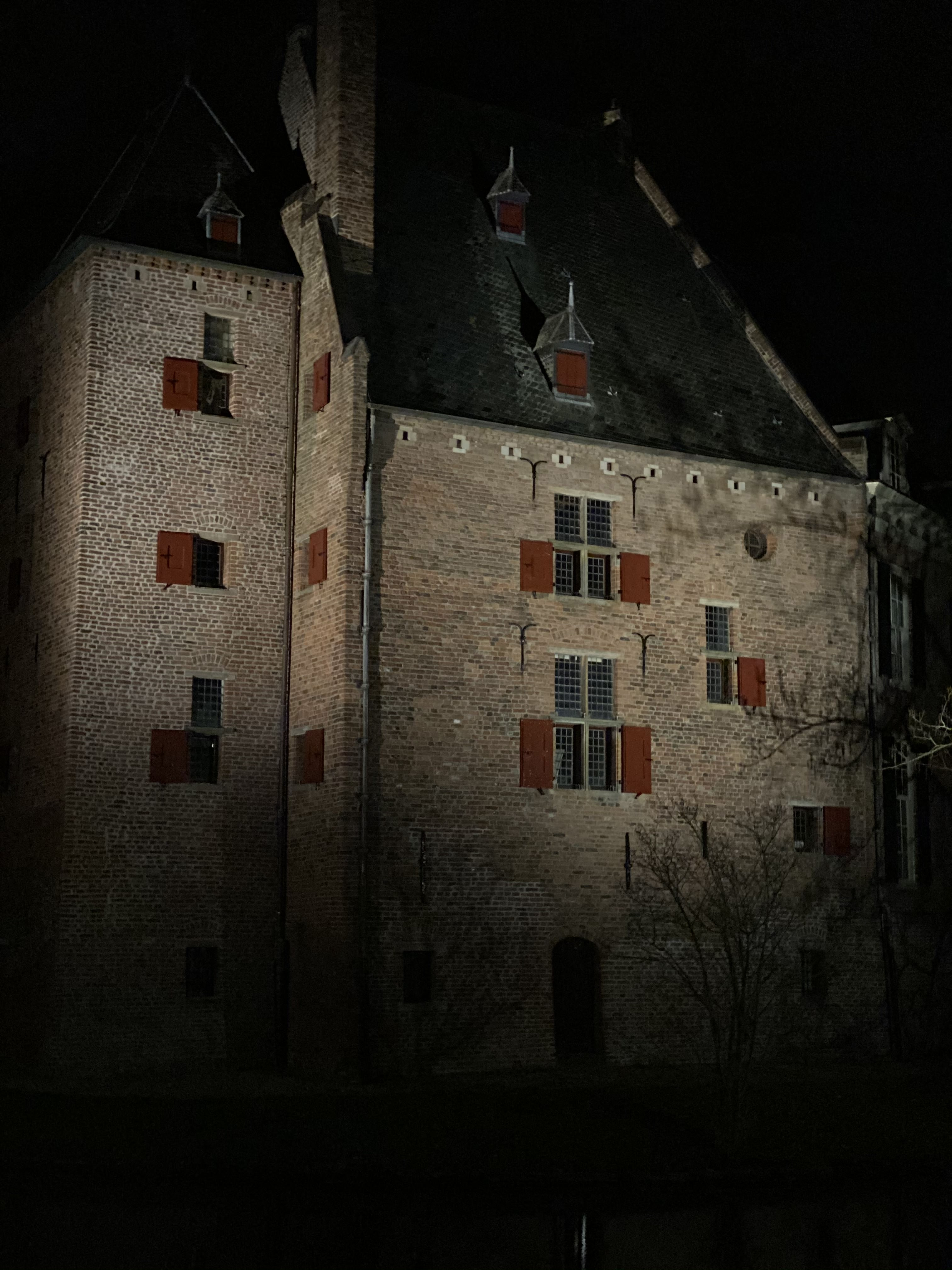
Kinkelenburg bei Nacht
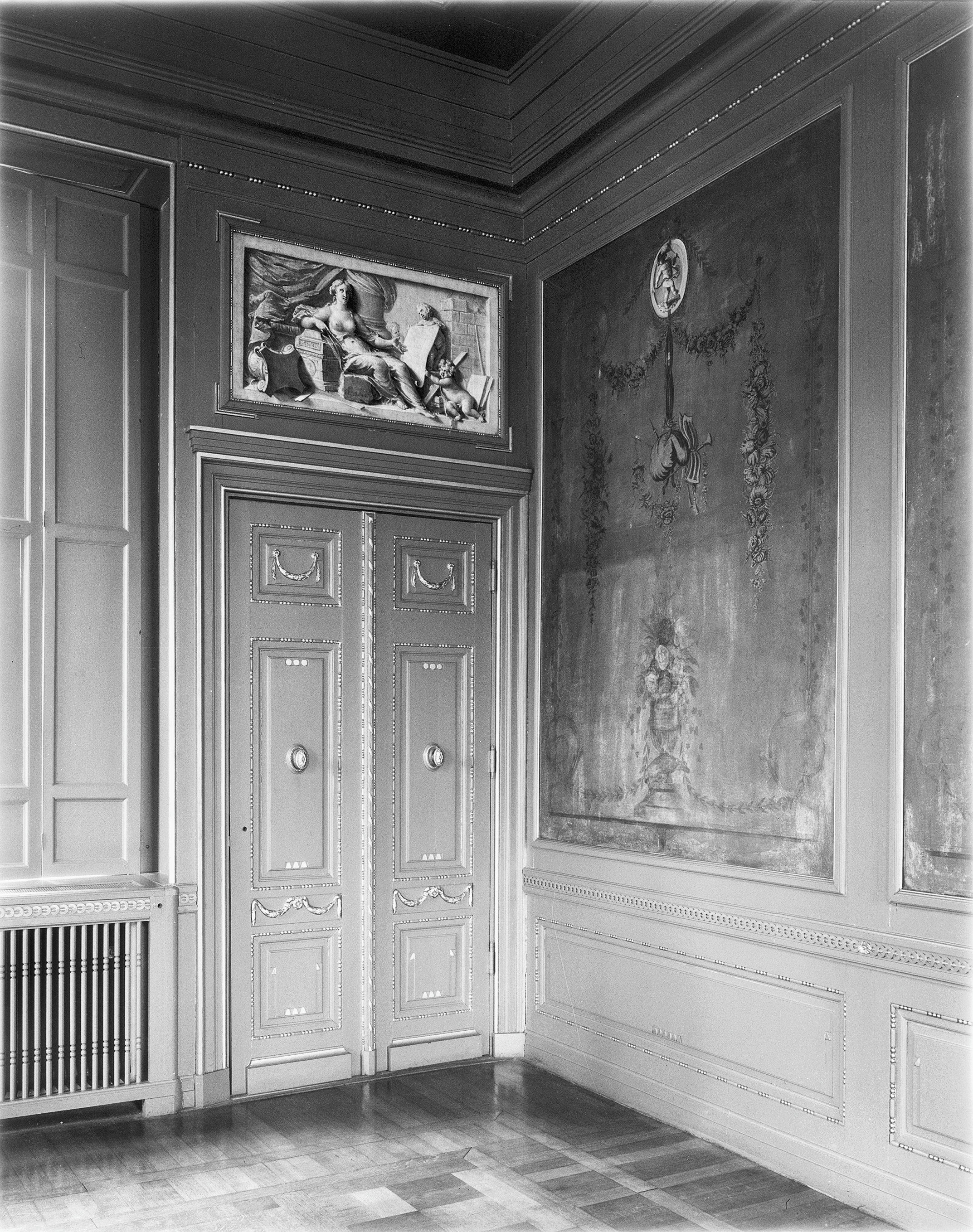
Wandgestaltung im Festsaal